# Ledeč nad Sázavou
Ledeč nad Sázavou (niem. Ledetsch, Ledetsch an der Sasau) − miasto w Czechach, w kraju Wysoczyna. Według danych z 31 grudnia 2003 powierzchnia miasta wynosiła 2 225 ha, a liczba jego mieszkańców 6 048 osób.
W mieście jest stacja kolejowa Ledeč nad Sázavou.

## Demografia
| Rok             | 1970  | 1980  | 1991  | 2001  | 2003  | 2006  | 2014  |
| --------------- | ----- | ----- | ----- | ----- | ----- | ----- | ----- |
| Liczba ludności | 5 195 | 6 202 | 6 540 | 6 127 | 6 048 | 5 823 | 5 429 |

Źródło: Czeski Urząd Statystyczny